# Mogens Lykketoft

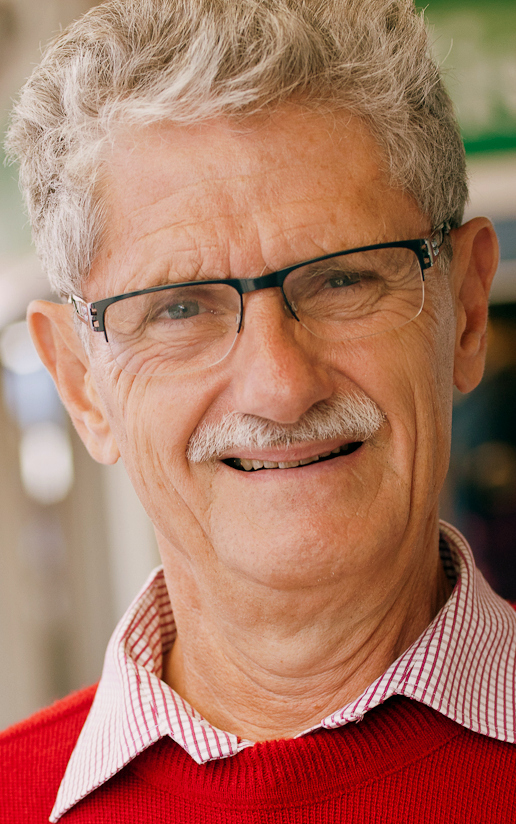
Mogens Lykketoft (2011)

Mogens Lykketoft (* 9. Januar 1946 in Kopenhagen) ist ein dänischer sozialdemokratischer Politiker. Am 15. Juni 2015 wurde er zum Vorsitzenden der Generalversammlung der Vereinten Nationen bestimmt; damit leitete er im September 2015 die 70. Sitzung der UNO-Vollversammlung.
Lykketoft studierte Politikwissenschaft und arbeitete im Wirtschaftsrat des Gewerkschaftsbundes LO (Arbejderbevægelsens Erhvervsråd). Seit 1964 Parteimitglied wurde er 1981 ins dänische Parlament Folketing gewählt. Vom 20. Januar 1981 bis 10. September 1982 war er Steuerminister.
Bei der Rückkehr der Sozialdemokraten an die Macht wurde Lykketoft am 25. Januar 1993 Finanzminister unter Poul Nyrup Rasmussen. Nach dem Rücktritt von Niels Helveg Petersen wechselte er am 21. Dezember 2000 auf den Posten des Außenministers. Am 27. November 2001 endete die Regierung Nyrup Rasmussen und Lykketoft wurde Oppositionsführer. Mit ihm als Spitzenkandidat verloren die Sozialdemokraten die Folketingswahl 2005. Infolgedessen übergab er den Parteivorsitz am 12. April 2005 an Helle Thorning-Schmidt.
Vom 4. Oktober 2011 bis 3. Juli 2015 war Lykketoft Präsident des Folketings. Am 15. Juni 2015 wurde er zum Präsidenten der Generalversammlung der Vereinten Nationen gewählt und amtierte von September 2015 bis September 2016.
Von 1987 bis 2004 war er mit Kulturministerin Jytte Hilden verheiratet. 2005 heiratete er die Journalistin Mette Holm. Lykketoft hat zwei erwachsene Töchter.